# Каякёй
Каякёй (греч. Λειβησι / Levissi) — деревня на юго-западе Турции, расположенная в 8 км от Фетхие.

## История
В 18 в. на месте древнего города Кармилиссос (Καρμυλησσός) был построен новый город Ливиси. Импульсом для его роста стало разрушение соседнего города Фетхие в результате землетрясения в 1856 году и пожара в 1885 году. Население города составляли в основном этнические греки.
После греко-турецкой войны Каякёй оказался почти заброшен в результате депортации или гибели греческого населения (так называемого «обмена населением» между Грецией и Турцией). В настоящее время греческие дома заброшены, на их месте существует «город-призрак».
Жители деревни ходатайствовали о включении Каякёй в Список всемирного наследия .

## Поп-культура
Каякёй был источником вдохновения для вымышленного города Эскишехир в романе Луи де Берньера «Птицы без крыльев»